# Берёзкин, Александр Васильевич
Александр Васильевич Берёзкин (1910—1968) — советский историк, лауреат Сталинской премии.

## Биография
Родился в 1910 г. в семье железнодорожника.
Работал учителем в начальной школе. После учёбы на курсах газетных работников при ЦК КП Белоруссии — редактор газеты «Пионер Белоруссии», ответственный сотрудник отдела пропаганды ЦК ВЛКСМ, заведующий сектором в отделе печати Министерства иностранных дел, с 1952 г. член редколлегии журнала «Коммунист», редактор отдела истории.
Похоронен на Новодевичьем кладбище (7 участок).
Жена — Ходоровская Ирина Францевна (1912—1990).

## Научная деятельность
Автор научных работ о взаимоотношениях США с Россией и Советским Союзом.
Доктор исторических наук.

### Научные труды
Диссертация:
- Октябрьская революция и США. (1917—1922 гг.): в 2-х томах : диссертация … доктора исторических наук : 07.00.00. — Москва, 1966. — 882 с. : ил.

Сочинения:
- Октябрьская революция и США. 1917—1922 гг. [Текст] / А. В. Березкин ; Акад. наук СССР, Ин-т истории. — Москва : Наука, 1967. — 495 с. ; 22 см. — Библиогр.: с. 477—489. — Указ. имен: с. 490—493. — 4500 экз.
- США — активный организатор и участник военной интервенции против Советской России (1918—1920 гг.) [Текст]. — 2-е изд., доп. — [Москва] : Госполитиздат, 1952. — 256 с.; 20 см.
- Октябрьская революция и США. 1917—1922 гг. [Текст] / АН СССР. Ин-т истории. — Москва : Наука, 1967. — 495 с.; 22 см.
- Внешняя политика ленинской партии и пролетарский интернационализм [Текст] / А. В. Березкин, д-р ист. наук. — Москва : Знание, 1968. — 78 с.; 21 см. — (Новое в жизни, науке, технике. Серия: «История и политика КПСС» 10-11).

## Награды и звания
- Сталинская премия 3 степени (1951) — за научно-популярный труд «США — активный организатор и участник военной интервенции против Советской России (1918—1920 гг.)» (1949);
- Орден «Знак Почёта» (1962).